# Au (digramme)
Cette page contient des caractères spéciaux ou non latins. S’ils s’affichent mal (▯, ?, etc.), consultez la page d’aide Unicode.
Pour les articles homonymes, voir AU.
Au (minuscule au) est un digramme de l'alphabet latin composé d'un A et d'un U.

## Linguistique
- Dans la majorité des langues qui l'utilisent, le digramme « au » note la diphtongue [au] ou un son proche. C'est le cas du latin classique, des langues romanes hormis le français moderne, de l'allemand, du néerlandais du finnois, de l'estonien, du tchèque, etc.
- En français moderne, le digramme « au » correspond généralement à [o], issu de la monophtongaison du  [au] de l'ancien français.
- En anglais, il se prononce le plus souvent, selon l'accent, [ɔː], [ɒː] ou [ɑː].
- En gallois, il se prononce [aɨ] au nord du Pays de Galles et [ai] au centre et au sud.

## Représentation informatique
Comme la majorité des digrammes, il n'existe aucun encodage de Au sous un seul signe, il est toujours réalisé en accolant un A et un U.